# Linia kolejowa Großheringen – Saalfeld
Linia kolejowa Großheringen – Saalfeld (znana również jako: Saalbahn) – dwutorowa i zelektryfikowana magistrala kolejowa w Niemczech, w kraju związkowym Turyngia. Została pierwotnie zbudowane i eksploatowana przez Saal-Eisenbahn-Gesellschaft. Przebiega wzdłuż Soławy od Großheringen do Saalfeld/Saale. Jest częścią niemieckiej trasy północ-południe łączącej Berlin, Lipsk, Norymbergę i Monachium.